# 臺中市大里地政事務所徵人案
2012年6月29日到2012年7月2日，臺中市政府地政局轄下的大里地政事務所，張貼一份甄選測量助理的公告，並於2日關閉甄選公告。但該公告扣除週休二日，實際張貼時間只有三小時。同時由於錄取者為時任測量員的兒子，引發了身份衝突的爭議。7月18日，臺中市政府地政局要求大里地政事務所重新甄選測量助理、議處該測量員，並修改命令，以杜絕類似爭議。

## 經過
大里地政事務所甄選一名測量助理〈測工〉，公告時間寫著6月29日到7月2日，表面上是3日；實際上張貼的時間是6月29日下午3時，扣掉週休二日，只有6月29日下午3到5時、7月2日上午8到9時，僅3個小時；且報名需附體檢表，若沒有事先準備，根本來不及。開放報名結果只有一人報名並順利錄取，錄取者是時任測量員郭勝滄的兒子郭明倫。
郭勝滄原先堅稱郭明倫看到網路徵人公告才去體檢報名，但郭明倫坦承「甄選兩周前父親曾預告」，巧的是郭明倫上午去體檢、下午就公告。民主進步黨臺中市議員李天生認為地政所「內舉不避親」到這種地步根本是無法無天，要求臺中市政府重新舉辦甄選，要求政風單位、監察院介入調查。
2012年7月18日，因本案「嚴重傷害市府廉能形象」，臺中市市長胡志強下令臺中市政府地政局重新招考大里地政事務所測量助理；另外，針對郭勝滄涉利用假日私自將測量儀器攜出所外、將部分儀器交由郭明倫練習使用等違失情節部分，嚴予議處。臺中市副市長蕭家淇表示，臺中市政府將研議修正《臺中市政府地政局所屬地政機關測量助理管理要點》，防止甄選公告時間過短衍生爭議的違失情事再次發生。